# От тебя одни слёзы
«От тебя одни слезы» — рисованный мультипликационный фильм.

## Сюжет
Мультфильм про то как Лук помогал Капусте.
Маленький Лук давно собирался сказать Капусте, что они — родня. Оба — сто одёжек, и все — без застёжек. А Капуста хотела купаться, она не могла жить без воды. Поэтому слова Лука она не слушала. Капуста стала широко раскрывать свои листья, чтобы хорошенько выкупаться. И тут появился Заяц и нацелился на капустные листья. Лук закричал: «Погоди, Заяц! Я хочу тебе что-то сказать. Нагнись, тогда скажу, а то кто-нибудь услышит!» Лук зашептал и стал испускать луковый запах прямо в глаза Зайцу. «Хватит, перестань! От тебя одни слёзы», — заплакал Заяц и удалился. Говорят: «Слезами горю не поможешь!» А бывает — наоборот! Вот так Лук выручил из беды Капусту.

## Создатели
| Автор сценария         | Людмила Петрушевская |
| Режиссёр               | Владимир Самсонов |
| Художник-постановщик   | Виталий Песков |
| Оператор               | Игорь Скидан-Босин |
| Композитор             | Георгий Гаранян |
| Звукооператор          | Виталий Азаровский |
| Текст от автора читает | Александр Белявский |
| Над фильмом работали   | Светлана Сичкарь, Александр Сичкарь, Борис Тузанович, Мстислав Купрач, Ольга Хорова, Т. Степанова, Галина Черникова, Маина Новожилова, Андрей Колков, Инна Карп, Юрий Белов, Валентин Самотейкин, Игорь Самохин, Галина Дробинина, Александр Тимофеевский, А. Чертов |